# Artur Virgílio Filho
Artur Virgílio do Carmo Ribeiro Filho (Manaus, 12 de fevereiro de 1921 – Rio de Janeiro, 31 de março de 1987) foi um político brasileiro, tendo sido deputado estadual, deputado federal e senador do Amazonas.

## Biografia
Filho do desembargador Arthur Virgílio do Carmo Ribeiro, formou-se na Faculdade de Direito do Amazonas em 1944. Teve quatro filhos, entre os quais o ex-prefeito de Manaus e ex-senador Arthur Virgílio Neto.
Ingressou na política como chefe de gabinete no governo do Amazonas, em 1945, e depois como secretário de Finanças e do Interior e Justiça. Em 1947, foi eleito deputado estadual à Assembleia Constituinte do Amazonas pelo Partido Social Democrático (PSD). Reelegeu-se em 1950 pelo PSD e em 1954, agora pelo Partido Trabalhista Brasileiro (PTB). Em 1958, foi eleito deputado federal. Na Câmara dos Deputados, se tornou vice-líder do PTB e do Bloco Parlamentar de Oposição. Integrou a Frente Parlamentar Nacionalista, bloco interpartidário formado em 1956 por deputados do PTB, do Partido Socialista Brasileiro (PSB), do PSD e da União Democrática Nacional (UDN), para lutar contra a intervenção do capital estrangeiro na economia nacional e a remessa de lucros para o exterior.
Durante o governo de Jânio Quadros, apoiou a política externa oficial, e após a renúncia, denunciou a tentativa de impedir a posse do vice-presidente João Goulart. Votou contra a Emenda Constitucional nº 4, que implantou o sistema parlamentar de governo no país, viabilizando a posse de Goulart. Neste governo, apoiou o reatamento das relações diplomáticas com a União Soviética e a Emenda Constitucional nº 5, que ampliou a participação dos municípios na renda tributária nacional. Participou da campanha pela antecipação do plebiscito que determinaria o retorno ao presidencialismo. Alinhado ao grupo de parlamentares de tendências socialistas do partido, foi reconduzido a vice-liderança do PTB na Câmara em 1962.
Batalhou pela criação da Universidade Federal do Amazonas. Com a aprovação do seu projeto de lei, a Universidade Livre de Manaós transformou-se em universidade federal pela Lei Federal 4.069-A, assinada pelo presidente João Goulart em 1962.
Foi eleito Senador em 1962, com o apoio do Partido Democrata Cristão (PDC). No Senado, tornou-se líder do PTB, vice-líder da maioria (PSD e PTB) e do governo. No ano seguinte, foi ratificado como vice-líder da maioria no Senado. Após a extinção dos partidos, foi para o Movimento Democrático Brasileiro (MDB), do qual se tornou vice-líder no Senado em 1968. Foi cassado em 1969, pelo Ato Institucional nº 5, e seus direitos políticos foram suspensos até a anistia, em 1979. No governo Sarney, exerceu a presidência do Instituto Nacional de Previdência Social (INPS) de 1985 a 1987.
Artur Virgílio Filho também foi diretor e redator do Jornal A Gazeta de Manaus, e publicou "Apelo pela paz: violências contra a mocidade e incompreensão de seus anseios" e "O grande lago amazônico e a soberania nacional", ambos em 1968, pelo Senado Federal.

Faleceu em 31 de março de 1987, no Rio de Janeiro, em decorrência de um câncer. Foi sepultado em Manaus.